# 港湾街道 (佳木斯市)
港湾街道是中华人民共和国黑龙江省佳木斯市前进区下辖的一个街道办事处。

## 行政区划
港湾街道下辖以下村级行政区划单位：
金港湾社区、港务社区、粮库社区、春光社区、亮子河社区。